# Савинята
Савинята — деревня в составе Нытвенского городского округа в Пермском крае.

## Географическое положение
Деревня расположена в восточной части округа на расстоянии менее 1 километра к северу от путепровода по автомобильной трассе Пермь-Очер над железной дорогой Чайковская-Нытва.

## Климат
Климат характеризуется как умеренно континентальный, с морозной снежной зимой и коротким тёплым летом. Средняя многолетняя температура самого холодного месяца (января) составляет −15…−18,5 °C, температура самого тёплого (июля) 15—18,5 °C. Длительность вегетационного периода (с температурой выше +5 °C колеблется от 145 до 165 дней. Среднегодовое количество осадков — 550—600 мм.

## История
Деревня до 2020 года входила в состав Нытвенского городского поселения Нытвенского района. После упразднения обоих муниципальных образований входит в состав Нытвенского городского округа.

## Население
Постоянное население составляло 4 человека в 2002 году (100 % русские), 2 человека в 2010 году.

## Другое
В Савинятах 2 улицы (Дачная и Центральная). В деревни 37 домов (13 на Дачной улице и 24 на Центральной улице) из них 6 заброшены. Ещё 4 пустующих участков.